# Mairie du 10e arrondissement de Paris

Logo de la mairie du 10e arrondissement de Paris.

La mairie du 10e arrondissement de Paris est le bâtiment qui héberge les services municipaux du 10e arrondissement de Paris, en France.

## Situation et accès
La mairie du 10e arrondissement est située 72, rue du Faubourg-Saint-Martin.
Ce site est desservi par les stations de métro Château d'Eau et Jacques Bonsergent.

## Historique

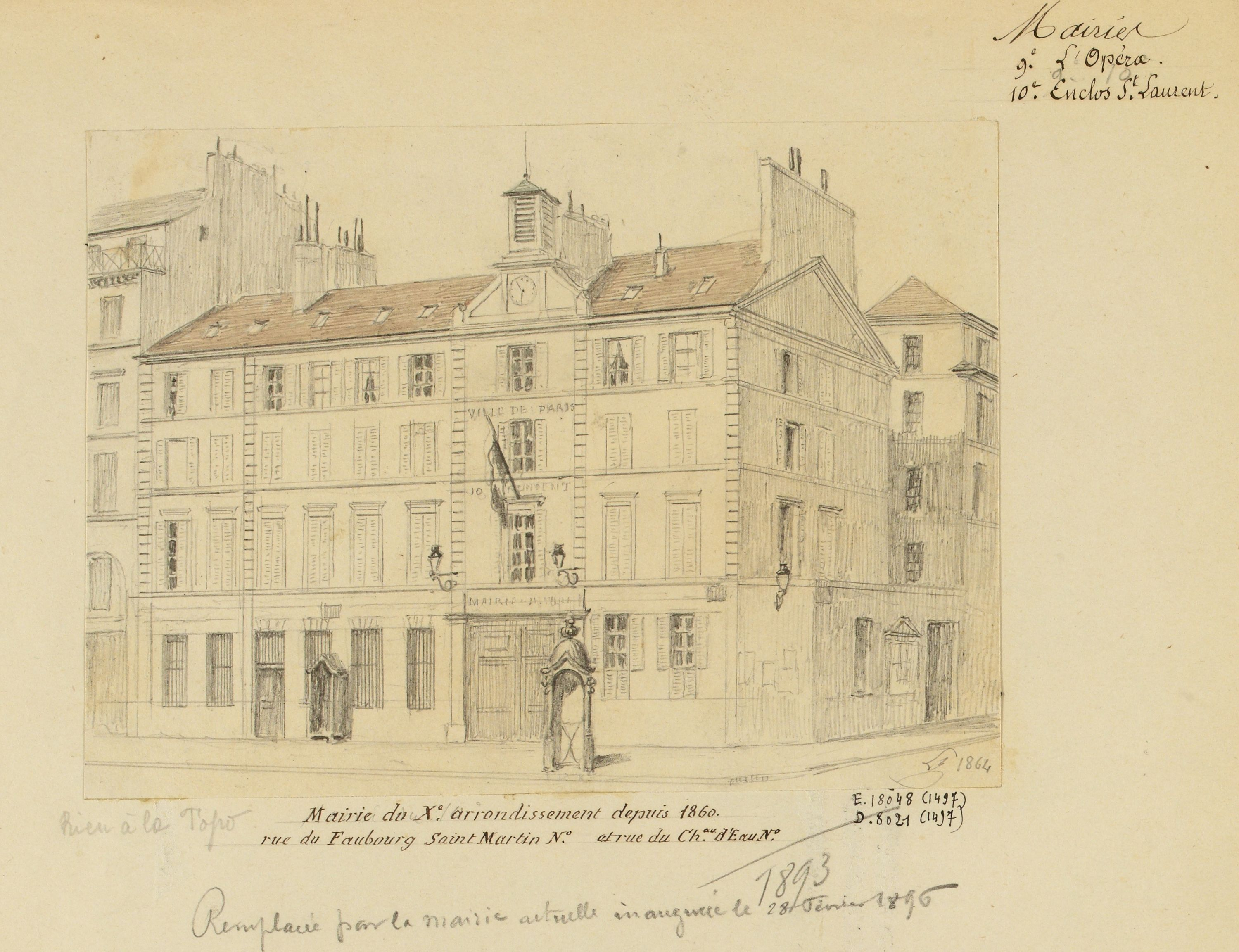
L'ancienne mairie du 10e, en 1864.

La mairie de l'ancien 5e arrondissement connaît plusieurs emplacements successifs. En l'an IX (1800-1801), elle est transférée de l'ancien presbytère de l'église Saint-Laurent vers un immeuble portant à ce moment le no 30 de la rue de Bondy (actuelle rue René-Boulanger).
En 1811, les services municipaux sont déplacés et occupent le no 2 de la rue de la Grange-aux-Belles (actuel 32, rue de Lancry).
En 1823, la mairie déménage une nouvelle fois au 24, rue Thévenot, où elle demeure jusqu'en 1832 avant de retourner au 20, rue de Bondy (actuelle rue René-Boulanger).
Finalement, le 1er juillet 1849, la mairie est installée dans l'ancienne caserne de la Garde municipale, rue du Faubourg-Saint-Martin, à l'emplacement où elle sera réédifiée. Trois lieux avaient été initialement proposés :
- l'emplacement de la prison Saint-Lazare,
- un emplacement à déterminer dans l'îlot formé par les rues du Faubourg-Saint-Martin et des Récollets, le quai de Valmy, la rue des Vinaigriers et le boulevard de Magenta,
- l'emplacement actuel, dans l'îlot formé par les rues du Faubourg-Saint-Martin, du Château-d’Eau, Pierre-Bullet et Hittorf.

## Bâtiment

### Architecture extérieure

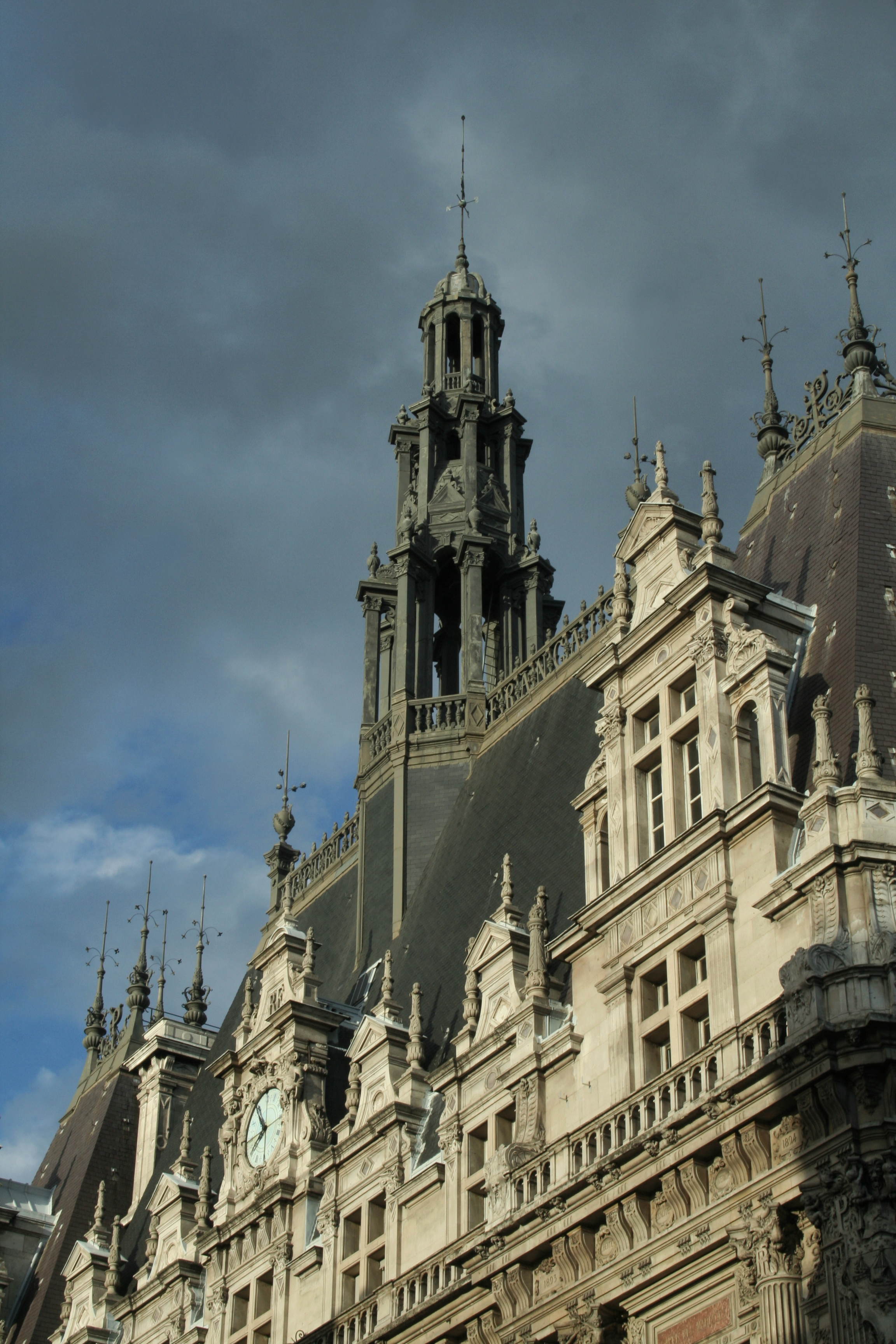
Le clocheton de la mairie du 10e.

Le programme est établi sous la supervision de Charles Garnier et d'Adolphe Alphand.
En 1889 le conseil municipal choisit le projet de l'architecte Eugène Rouyer. Le montant des travaux s'élève à 2 750 000 francs : c'est la mairie dont l'édification sera la plus coûteuse de Paris. La construction débute le 10 janvier 1892, et la mairie est inaugurée en 1896, en présence du président de la République Félix Faure.
Eugène Rouyer, dont le projet de reconstruction de l'Hôtel de Ville était arrivé second au concours organisé après son incendie en 1871, s'est inspiré de la partie centrale de celui-ci pour la construction de cet édifice, tout en surenchérissant dans la monumentalité et l'abondance de décors.
Il profite du passage de la municipalité à gauche (autour de 1875) et de la redistribution, au bénéfice les édifices civils, des fonds destinés auparavant à la décoration des églises.
Les sculptures de la façade, achevées en 1906, représentent les métiers de l'arrondissement : 
- Les Parfums d’Ernest-Eugène Chrétien,
- Le Théâtre de Gaston Veuvenot Leroux,
- La Passementerie d’Henri Barrau,
- La Verrerie de Louis Demaille,
- La Broderie d’Emmanuel de Moncel de Perrin,
- La Céramique de Raoul Larche,
- L’Orfèvrerie de Jean Carlus,
- Les Fleurs artificielles de Julien Caussé[5].

Entre 2019 et 2022, les deux façades donnant sur les rues du Faubourg-Saint-Martin et du Château-d'Eau connaissent une restauration patrimoniale d'ampleur, pilotée par la Ville de Paris et la mairie du 10e arrondissement. Le programme de restauration prévoit également le ravalement des deux autres façades du bâtiment.

### Décors intérieurs
L'intérieur de la mairie est également richement décoré. Un large perron mène à une rangée de cinq arcades en plein cintre, par lesquelles on accède au hall d’entrée. On accède ensuite à un majestueux escalier d’honneur, conçu à doubles volées, qui repose sur des arcs en anse de panier. À son sommet, une loggia rythmées de colonnes à chapiteaux corinthiens permet d'admirer l'ensemble du grand hall, au rez-de-chaussée.
Donnant sur la façade principale, la salle des mariages comprend un haut-relief de Jules Dalou, La Fraternité (1885), et une toile d'Henri Martin, La Famille. À l'arrière, donnant sur la rue Pierre Bullet, la salle des fêtes est ornée de plusieurs peintures murales sous forme d'allégories, œuvres des artistes Henri Bonis, Auguste François-Marie Gorguet, Paul Baudoüin, Marcel Mangin, Julien Thibaudeau, Henry-Jean-Louis Bourreau, Lionel Royer. Le bureau du maire compte également un bronze de Mathurin Moreau représentant Aristophane.

En 2021, la salle des mariages a été restaurée et son décor d'origine, datant de 1905, restitué.

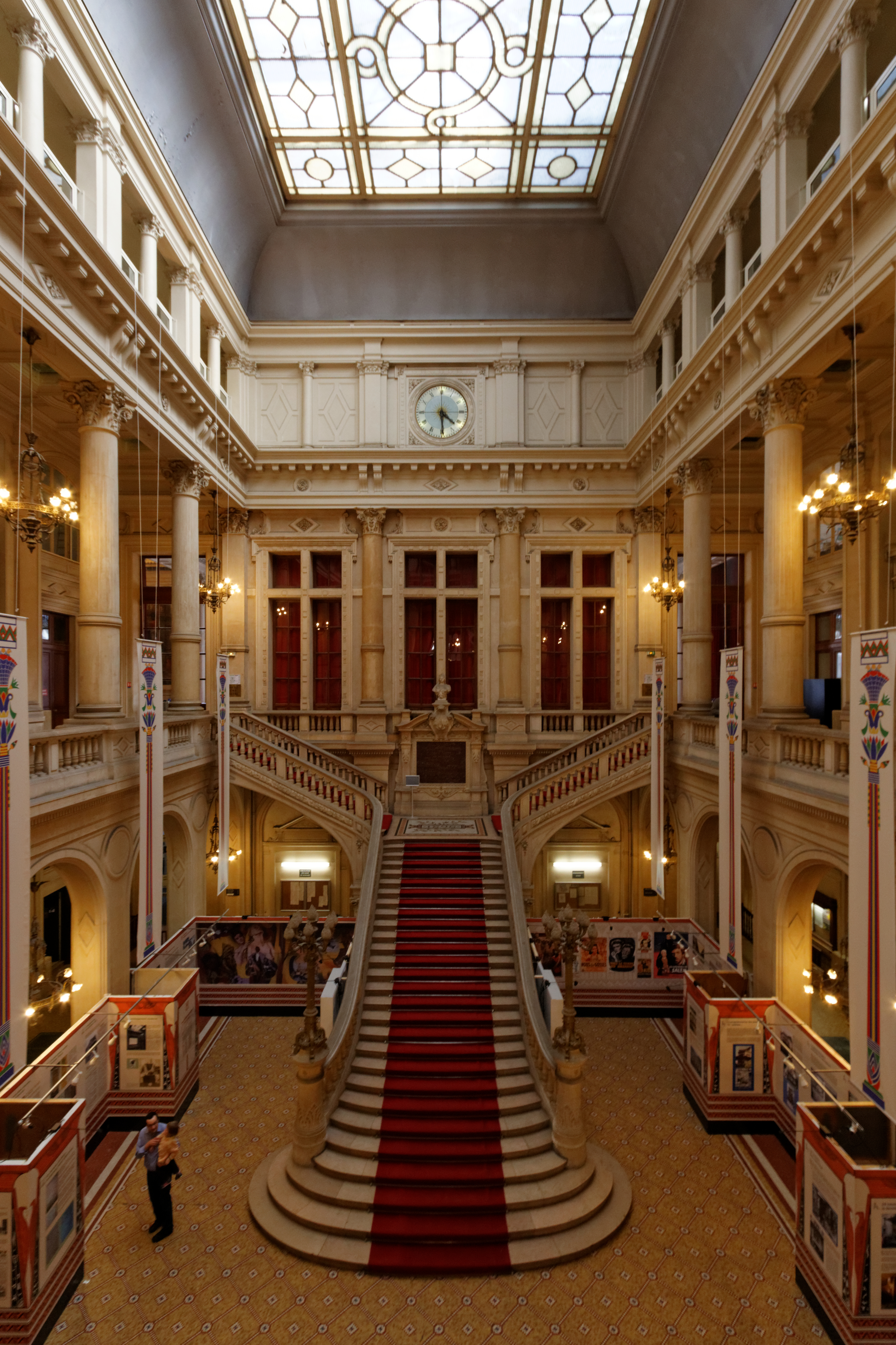
Le grand escalier de la mairie.
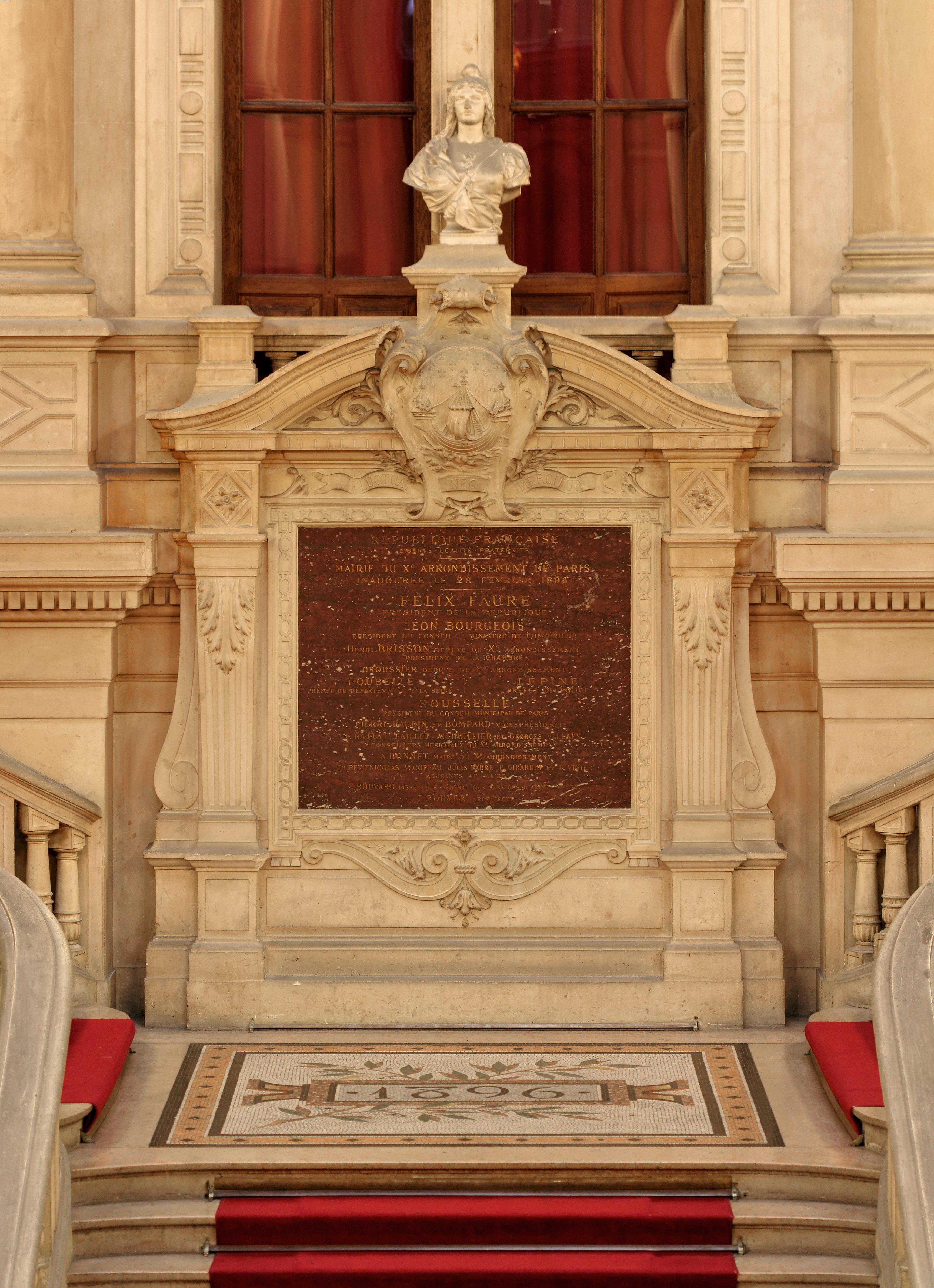
Plaque commémorant l'inauguration de la mairie du 10e arrondissement le 28 février 1896.
Loggia au 2e étage.
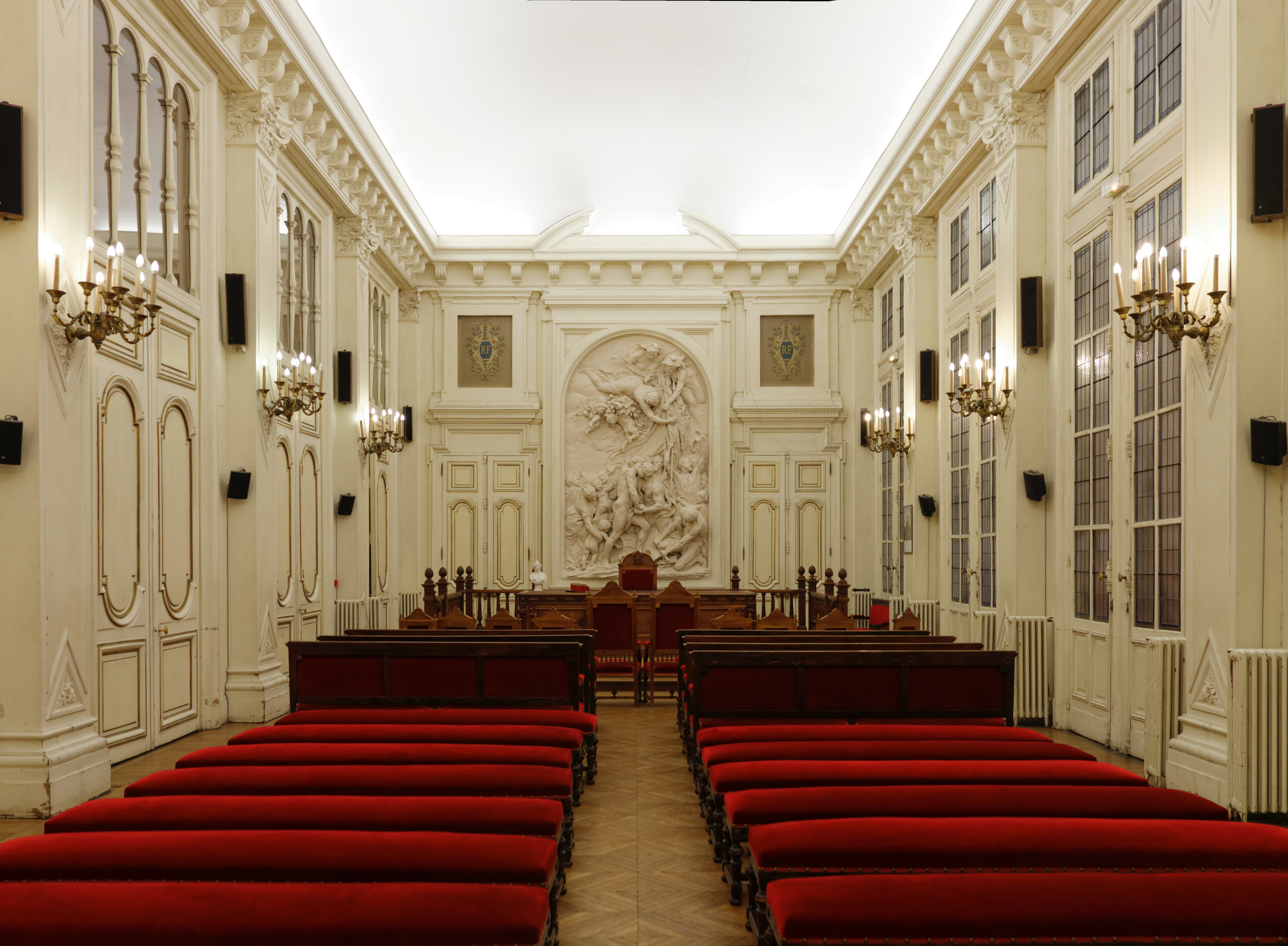
La salle des mariages.
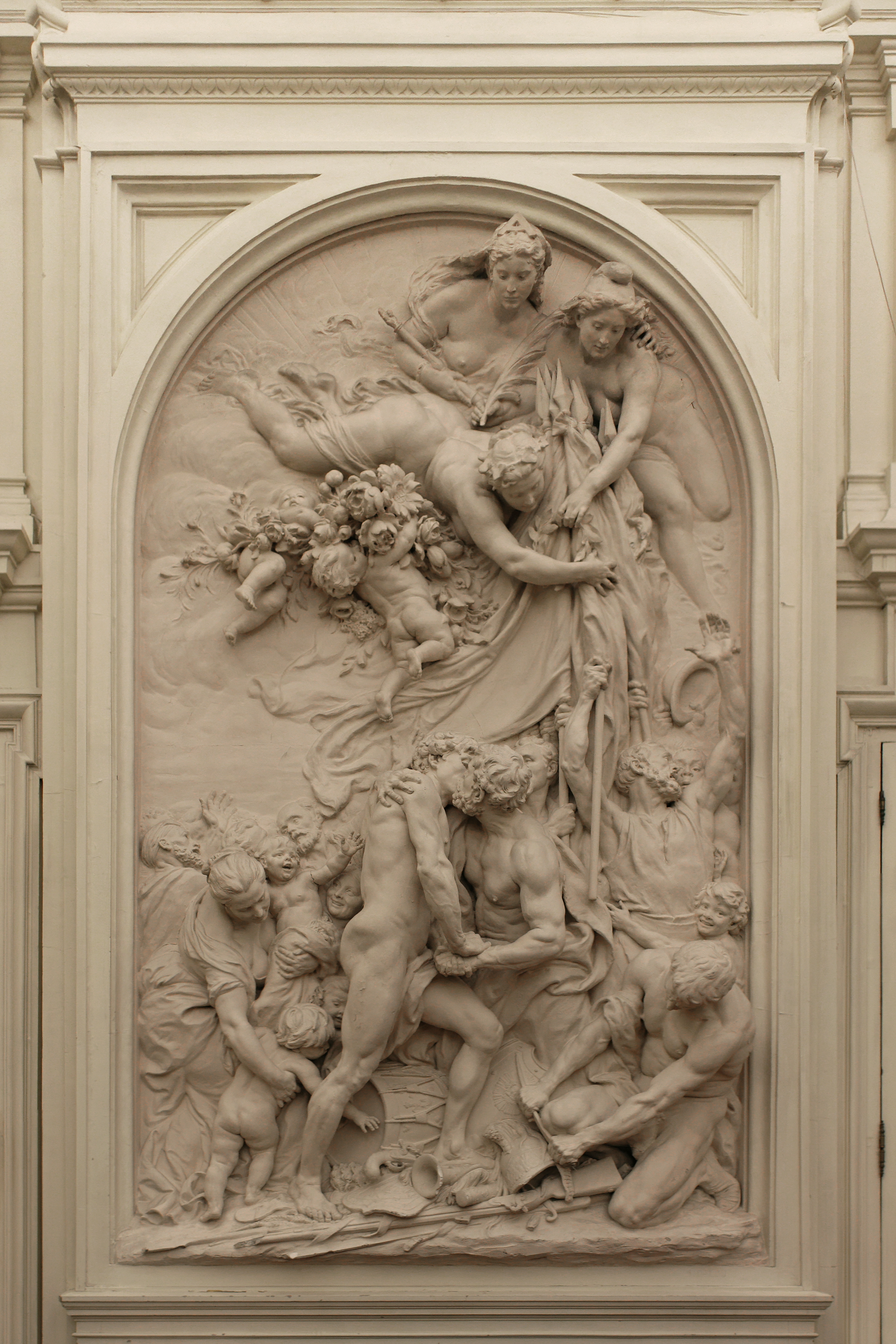
La Fraternité, de Jules Dalou, dans la salle des mariages.
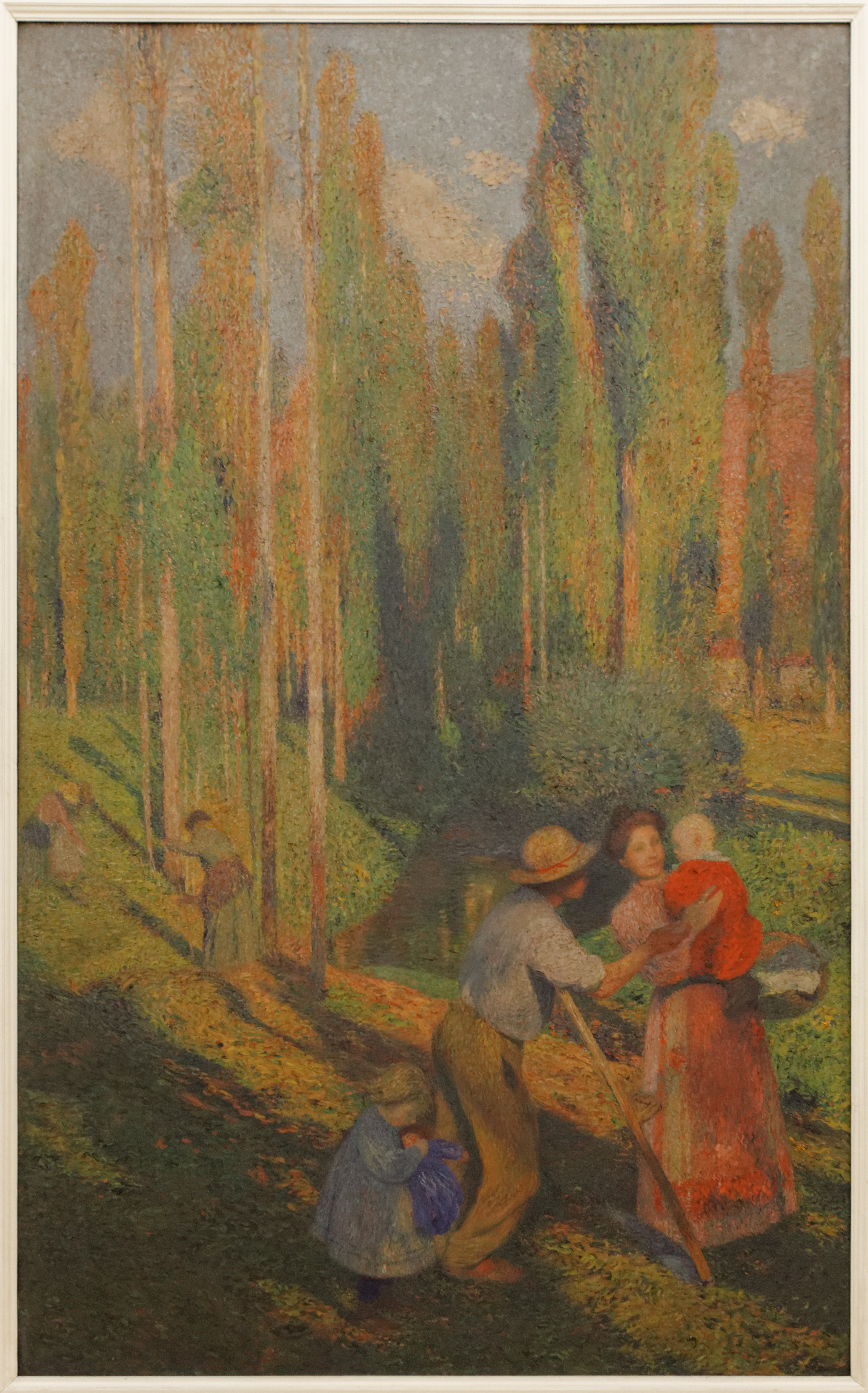
La Famille, d'Henri Martin, dans la salle des mariages.
L'ancien tribunal d'instance.
Le bureau du maire.
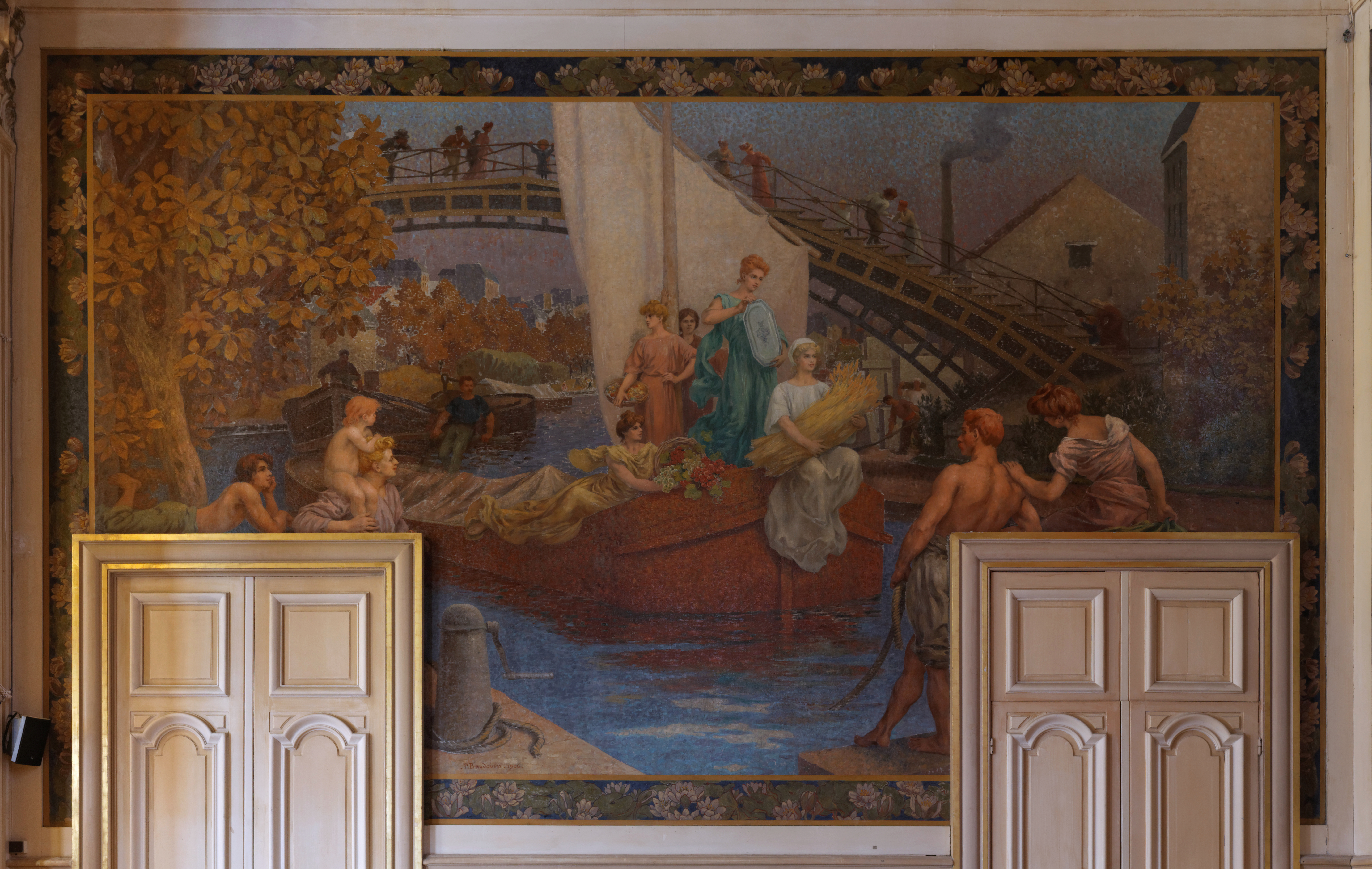
Décor de la salle des fêtes, par Paul Baudoüin, représentant le canal Saint-Martin.
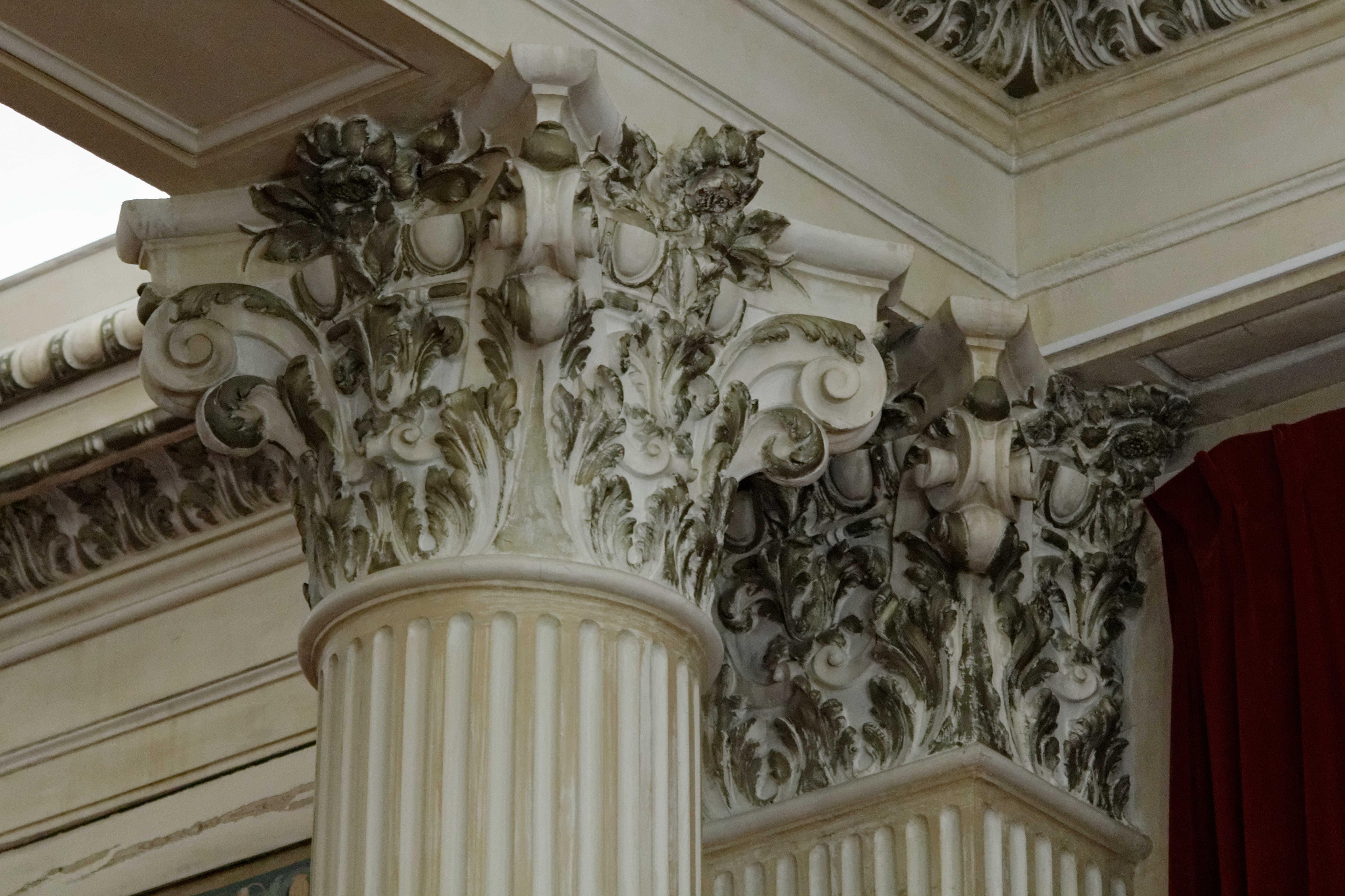
Détail : les chapiteaux de la salle des fêtes.
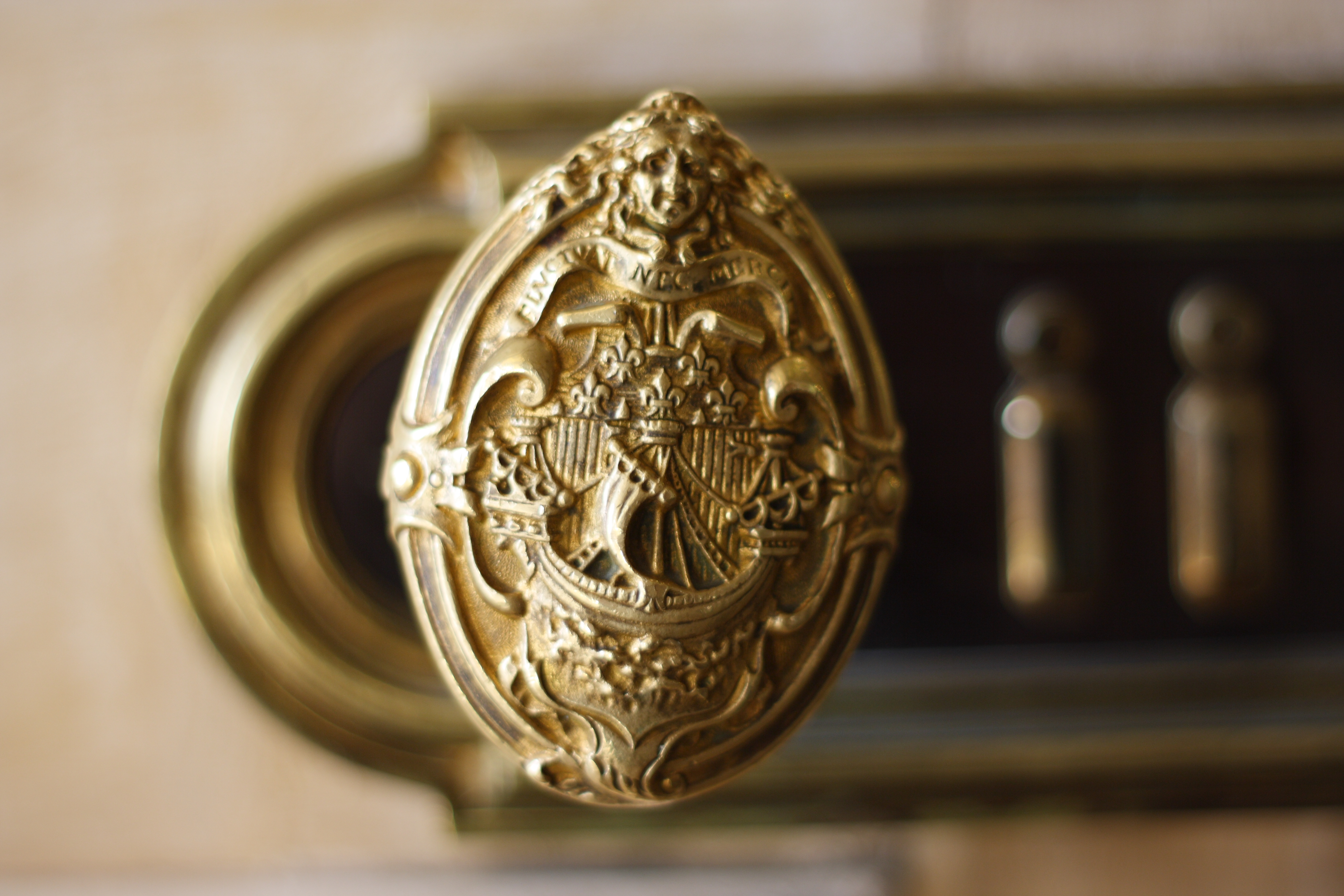
Détail : une poignée de porte aux armes de la Ville de Paris.

## Logo
Depuis 2021, le logo de la Mairie du 10e représente de façon stylisée l'une des passerelles du canal Saint-Martin.

## Conseil de la jeunesse de l’arrondissement
À l'instar des autres arrondissements parisiens, la Mairie du 10e arrondissement a créé un Conseil de la jeunesse destiné aux jeunes de 13 à 25 ans. Il a fait l'objet d'une étude scientifique de Maria Giuseppina Bruna. À l'aune de l'histoire de la démocratie participative jeunesse, cet article explore et décrypte, sous le prisme maussien du don, le fonctionnement du Conseil de la jeunesse du 10e. Il en décrit les normes et les processus de régulation endogène tout en développant la notion de don premier « don de citoyenneté » de la part du politique vis-à-vis des jeunes impliqués dans l'instance.

### Sources
- Edmond Ronzevalle, Paris Xe: histoire, monuments, culture, Martelle éditions, 1993 (ISBN 978-2-87890-029-3), pages 157 à 180.